# Lovisa Lindkvist
Lovisa Lindkvist, född 7 december 1981, är en svensk sångerska och Monica Zetterlund-stipendiat. 
Lovisa Lindkvist har varit förband åt Dionne Warwick och sjungit med bland andra Nils Landgren och Jan Allan samt medverkat på en samlingsplatta med visor av Bo Nilsson. Hon har även sjungit på Eliason Award Dinner i Los Angeles (en tillställning anordnad av Svensk-amerikanska handelskammaren).

## Diskografi

### Album
- 2006 – That Girl!
- 2009 – That Girl from Ipanema